# Syrgenstein
Syrgenstein è un comune tedesco di 3 642 abitanti, situato nel land della Baviera.